# Kamenná Lhota (Popovice)
Kamenná Lhota je malá vesnice, část obce Popovice v okrese Benešov. Nachází se asi 2 km na východ od Popovic. V roce 2009 zde bylo evidováno 21 adres. Kamenná Lhota leží v katastrálním území Popovice u Benešova o výměře 11,71 km².

## Historie
První písemná zmínka o vesnici pochází z roku 1400.